# السميح
السميح قرية من الإمارات تتبع إمارة أبوظبي دخلت في تاريخ تكوين اتحاد الإمارات. حيث عقد فيها أول اجتماع بين الشيخ زايد بن سلطان آل نهيان والشيخ راشد بن سعيد آل مكتوم في 18 فبراير عام 1968 لتكوين اتحاد بينهما ولدعوة سبع إمارات أخرى للدخول فيه بينهما البحرين وقطر تمهيدا للاجتماع التساعي. عرف هذا الاجتماع التاريخي باسم اجتماع السميح. تقع السميح على مرتفع في منتصف الطريق بين دبي وأبوظبي تقريبا. وقد تطورت إلى أن أصبحت قرية متكاملة.